# Jaltomata dilloniana
Jaltomata dilloniana är en potatisväxtart som beskrevs av S.Leiva. Jaltomata dilloniana ingår i släktet jaltomator, och familjen potatisväxter. Inga underarter finns listade i Catalogue of Life.